# Chirasak Champakao
Chirasak Champakao (Thai: จิรศักดิ์ จำปาขาว; * um 1945) ist ein ehemaliger thailändischer Badmintonspieler. 

## Sportliche Karriere
In seiner Heimat siegte er 1967 bei den thailändischen Meisterschaften im Doppel mit Sumol Chanklum.
International erkämpften sich beide bei den Südostasienspielen 1967 Gold.
Bei den Südostasienspielen 1973 holte er im Mixed noch einmal Silber mit Pachara Pattabongse und Bronze im Doppel mit Pornchai Sakuntaniyom. Bei derselben Veranstaltung gab es für ihn zusätzlich noch Gold mit dem thailändischen Männerteam.